# کاترین یوهانسون
کاترین یوهانسون (انگلیسی: Catrine Johansson؛ زادهٔ ۱۸ دسامبر ۱۹۹۱) بازیکن فوتبال اهل سوئد است.